# Hoegea distigma
Hoegea distigma är en skalbaggsart som beskrevs av Bates 1885. Hoegea distigma ingår i släktet Hoegea och familjen långhorningar. Inga underarter finns listade i Catalogue of Life.